# Rocinha
Rocinha is een wijk of bairro in het zuiden van de Braziliaanse stad Rio de Janeiro. De wijk is ook de grootste en meest bewoonde favela of sloppenwijk van Rio en zelfs heel Brazilië. Rocinha is dan ook een favela bairro. De wijk is organisch tegen een steile helling aangebouwd. De bewoners van Rocinha beschouwen een aantal subwijken: Barcelos, Rua 1, Rua 2, Rua 3, Rua 4, Roupa Suja, Cachopa, Vila Verde, Macega, Vila Cruzado, 199, Laboriaux, Boiadeiro, Dionéia
De favela grenst aan de wijk Gávea en aan de woonwijk aan het strand, São Conrado. Van in Rocinha tot aan de kustlijn is het slechts 1 km. Door de jaren heen is alle bewoning uiteindelijk omgezet in woningen met betonnen of stenen muren. Sommige daarvan hebben drie tot vier verdiepingen, en zijn voorzien van basissanitair, afvoer en elektriciteit. In Rocinha bevindt zich een hele reeks buurthandels, waaronder banken en apotheken.  

## Galerij

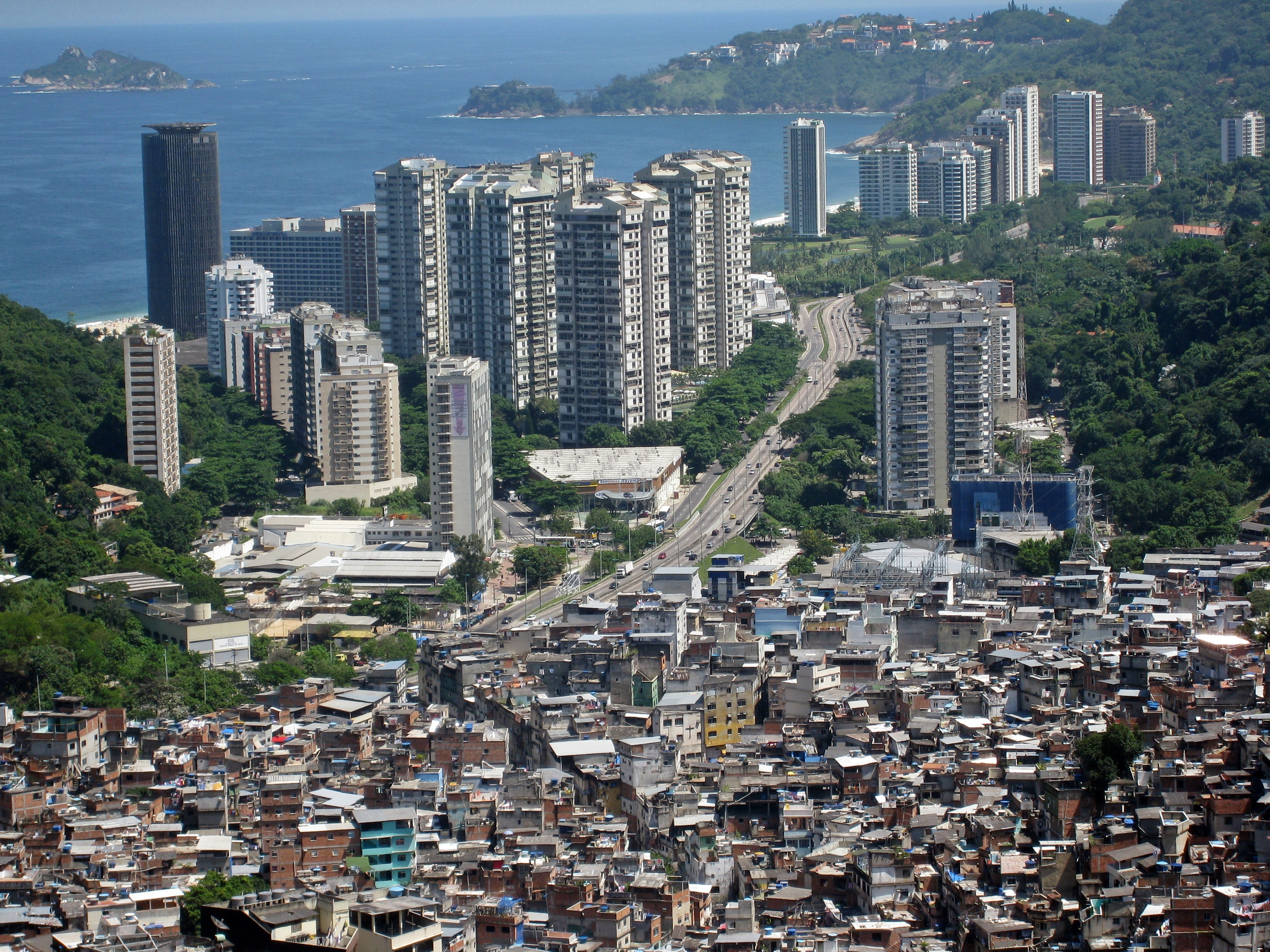
Rocinha direct grenzend aan de luxe wijk São Conrado
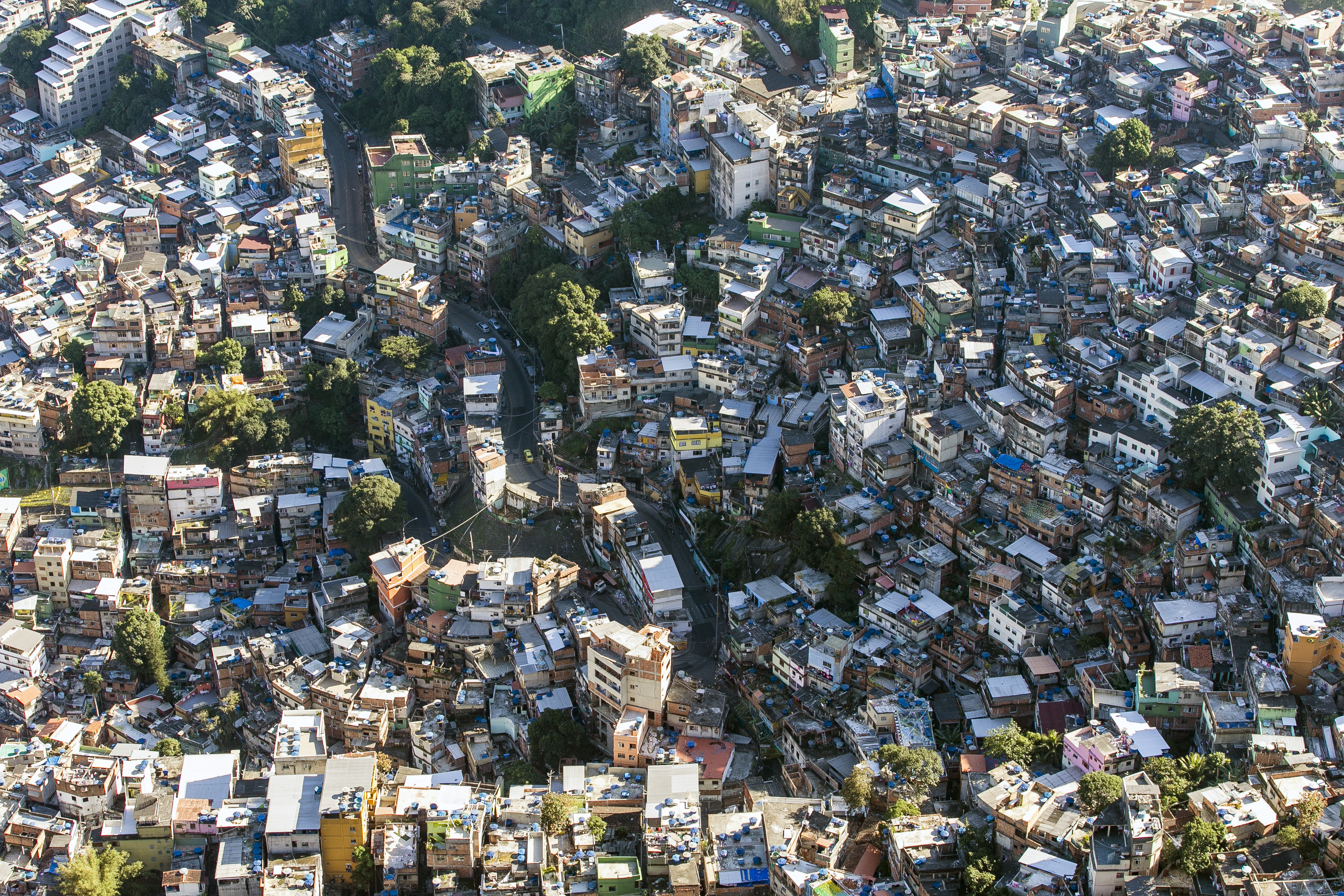
De voornaamste toegangsweg naar Rocinha